# Hjalmar Johansson
Hjalmar Johansson (Karlskrona, 20 de enero de 1874 - Estocolmo, 30 de septiembre de 1957) fue un saltador (natación) sueco que compitió por Suecia en los Juegos olímpicos.
Hjalmar Johansson es titular de dos medallas olímpicas ganadas en dos ediciones diferentes. A pesar de haber participado en la edición de 1906, en los Juegos Olímpicos intercalados, obtuvo el primer lugar, aunque se produjo en la plataforma de 10 metros en los Juegos Olímpicos de Londres 1908, cuando ganó la medalla de oro. La segunda conquista, la medalla de plata, se produjo cuatro años después, la plataforma elevada. Además del salto, también compitió en natación y atletismo. En Estocolmo, murió a la edad de 83 años.